# Alue Leuhob (Simpang Mamplam)
Alue Leuhob is een bestuurslaag in het regentschap Bireuen van de provincie Atjeh, Indonesië. Alue Leuhob telt 379 inwoners (volkstelling 2010).